# ARTE
ARTE este abrevierea postului de televiziune franco-german Association Relative à la Télévision Européenne. Sediul lui se află în Strasbourg, Baden-Baden și Issy-les-Moulineaux de lângă Paris. Postul TV a luat naștere în anul 1992, ca urmare a contractului de la data de 2 octombrie 1992 dintre Franța și 11 landuri germane; prima emisie a avut loc la data de 30 mai 1992.